# 989. grenadirski polk (Wehrmacht)
989. grenadirski polk (izvirno nemško 989. Grenadier-Regiment; kratica 989. GR) je bil pehotni polk Heera v času druge svetovne vojne.

## Zgodovina
Polk je bil ustanovljen 2. decembra 1943 na Hrvaškem, nato pa je bil premeščen v južno Francijo k 277. pehotni diviziji; polk je bil uničen avgusta 1944 med bitko za Normandijo.
Ponovno je bil ustanovljen 4. septembra 1944 na Madžarskem s preoblikovanjem 1180. grenadirskega polka.